# Macropsis jozankeana
Macropsis jozankeana är en insektsart som beskrevs av Matsumura 1912. Macropsis jozankeana ingår i släktet Macropsis och familjen dvärgstritar. Inga underarter finns listade i Catalogue of Life.